# Marzec 2007 w sporcie
Zobacz też: Luty 2007 · Zmarli w lutym 2007 · Luty 2007 w Wikinews

## 31 marca

### Krykiet
- Na trwających Mistrzostwa Świata w Krykiecie 2007 reprezentacja Australii pokonała Bangladesz dziesięcioma wicketami (Bangladesz zdobył 104/6 z 22 overów, w odpowiedzi Australia zdobyła 106 runów bez straty wicketa w ciągu 13.5 overa) – karta wyników i reportaż.

### Żużel
- Elite League 2007:
  - Eastbourne Eagles – Reading Bulldogs 55:38

## 30 marca

### Kolarstwo torowe
- Rafał Ratajczyk zdobył brązowy medal w scratchu na mistrzostwach świata. Wyścig wygrał Chińczyk z Hongkongu Kam Po Wong.

### Żużel
- Elite League 2007:
  - Coventry Bees – Poole Pirates 46:44
  - Oxford Cheetahs – Belle Vue Aces 53:37

## 29 marca

### pływanie
- Otylia Jędrzejczak zdobyła brązowy medal na 200 metrów stylem motylkowym na Mistrzostwach Świata w Melbourne.

### Żużel
- Elite League 2007:
  - Swindon Robins – Lakeside Hammers 63:29

## 28 marca

### Żużel
- Elite League 2007:
  - Poole Pirates – Ipswich Witches 58:34

## 26 marca

### Żużel
- Elite League 2007:
  - Belle Vue Aces – Poole Pirates 52:38
  - Wolverhampton Wolves – Swindon Robins 51:42

## 25 marca

### Curling
- Mistrzostwa Świata Kobiet
  - Finał, drużyna z Kanady pokonała Dunki 8:4. Dania poddała 10. end.

### Skoki narciarskie
- Puchar Świata w skokach narciarskich
  - Zakończenie sezonu konkursem w Planicy. Puchar Świata zdobył po raz 4. Adam Małysz (1453 pkt.), drugie miejsce zajął Anders Jacobsen, trzecie zaś Simon Ammann.

## 24 marca

### Curling
- Mistrzostwa Świata Kobiet
  - W małym finale drużyna z Danii pokonała Szkocję 6:9 i zakwalifikowała się do finału gdzie spotka się ponownie z Kanadą. Szkotki (kapitan Kelly Wood) zdobyły brązowy medal.

### Żużel
- Elite League 2007:
  - Eastbourne Eagles – Coventry Bees 43:50

## 23 marca

### Żużel
- Elite League 2007:
  - Lakeside Hammers – Belle Vue Aces 58:34
  - Coventry Bees – Eastbourne Eagles 50:40
  - Oxford Cheetahs – Peterborough Panthers 43:46
  - Reading Bulldogs – Wolverhampton Wolves 49:41

## 22 marca

### Żużel
- Elite League 2007:
  - Ipswich Witches – Reading Bulldogs 43:47-skomplikowane złamanie nogi reprezentanta Witches,Marka Lorama.Przeszedł kilka operacji i rehabilitacji.
  - Swindon Robins – Wolverhampton Wolves 58:34

## 20 marca

### Hokej na lodzie
- Drużyna Podhala Nowy Targ zdobyła Mistrzostwo Polski w hokeju na lodzie pokonując drużynę GKS Tychy 4:1 (stan Play-off 4:1 dla Podhala)

### Żużel
- Elite League 2007:
  - Peterborough Panthers – Reading Bulldogs 52:40

## 19 marca

### Żużel
- Elite League 2007:
  - Reading Bulldogs – Peterborough Panthers 56:37

## 18 marca

### pływanie
- W Melbourne, w Australii rozpoczęły się 12. Mistrzostwa Świata w Sportach Wodnych.

## 11 marca

### Rajdowe mistrzostwa świata
- Rajd Meksyku 2007
  - W tegorocznym rajdzie Meksyku najlepszy okazał się Francuz Sébastien Loeb zwyciężając z przewagą niespełna minuty nad drugim w klasyfikacji Finem Marcusem Grönholmem. Trzeci ze stratą półtorej minuty był Mikko Hirvonen. W rajdzie brał udział także Leszek Kuzaj, nie ukończył go jednak ze względu na problemy techniczne.

## 3 marca

### Skoki narciarskie
- Mistrzostwa Świata: Adam Małysz, skokami na 102 i 99,5 metr został mistrzem świata na skoczni K90 w Sapporo. Drugie miejsce skokami na 96,5 i 96 metrów zajął Szwajcar Simon Ammann. Tuż za Ammannem był Austriak Thomas Morgenstern, który dwukrotnie lądował na 95 metrze.